# Dao động con lắc
Con lắc đơn là hệ thống gồm sợi dây không dãn, chiều dài {\displaystyle {\ce {\ell }}}, khối lượng không đáng kể, với một đầu gắn cố định, đầu kia gắn với quả nặng khối lượng {\displaystyle m}.

Sự thay đổi của vectơ vận tốc và vectơ gia tốc trong dao động con lắc đơn.

## Phương trình dao động
Giả sử một con lắc đơn có chiều dài {\displaystyle {\ce {\ell }}}, dao động trong phạm vi góc rất nhỏ, và không ma sát, phương trình dao động của con lắc đơn được viết dưới dạng:
- Phương trình li độ cong: {\displaystyle S=S_{0}\cos(\omega t+\varphi )}
- Phương trình li độ góc: {\displaystyle \alpha =\alpha _{0}\cos(\omega t+\varphi )}

Trong đó:
- {\displaystyle S} là biên độ ứng với góc lệch cực đại {\displaystyle \alpha }.
- {\displaystyle S_{0}} là biên độ ứng với góc lệch cực đại {\displaystyle \alpha _{0}}.
- {\displaystyle \omega } là tần số góc của dao động, {\displaystyle \omega ={\sqrt {\frac {g}{\ell }}}}.
- {\displaystyle {\ce {\varphi}}} là pha ban đầu của dao động, phụ thuộc vào việc chọn mốc thời gian

## Chu kỳ và tần số
Chu kỳ {\displaystyle T} và tần số {\displaystyle f} của dao động của con lắc sẽ được cho bởi:
{\displaystyle T=2\pi {\sqrt {\ell  \over g}}}
{\displaystyle f={\cfrac {1}{2\pi }}{\sqrt {g \over \ell }}}
(Với g là gia tốc trọng trường, {\displaystyle g\thickapprox 9,80665m/s^{2}}).

## Hệ thức liên hệ giữa li độ dài và li độ góc
{\displaystyle S=\ell \times \alpha }
{\displaystyle S_{0}=\ell \times \alpha _{0}}

## Lực trong dao động con lắc
Khi dao động, con lắc luôn chịu tác dụng của hai lực:
- Trọng lực {\displaystyle {\overrightarrow {P}}} (không đổi về hướng và độ lớn).
- Lực căng {\displaystyle {\overrightarrow {T}}} (thay đổi về cả hướng và độ lớn).

### Trọng lực của vật
{\displaystyle P=mg}

### Lực căng dây treo con lắc
{\displaystyle T=mg(3\cos \alpha -2\cos \alpha _{0})}

### Lực kéo về
Hợp lực của các lực tác dụng lên vật khi dao động đươc gọi là lực kéo về (hay lực phục hồi). Lực này luôn hướng về vị trí cân bằng.
- Lực kéo về được tính bởi công thức sau: {\displaystyle F=-m\omega ^{2}S}
- Vậy lực kéo về cực đại có công thức là: {\displaystyle F=-m\omega ^{2}S_{0}}

## Vận tốc, gia tốc

### Vận tốc của con lắc ở vị trí bất kì
{\displaystyle v={\sqrt {2g\ell (\cos \alpha -\cos \alpha _{0})}}}

### Gia tốc của con lắc đơn
Vì khi vật dao động, quỹ đạo là một phần của cung tròn (nhưng không phải chuyển động tròn đều) nên gia tốc được tách thành 2 thành phần đó là gia tốc hướng tâm và gia tốc tiếp tuyến. Mà vectơ của 2 gia tốc này luôn vuông góc nên gia tốc toàn phần xảy ra theo định lý Pythagoras.
- Gia tốc hướng tâm: {\displaystyle a_{ht}={v^{2} \over \ell }}
- Gia tốc tiếp tuyến: {\displaystyle a_{tt}=g\sin \alpha }
- Gia tốc toàn phần: {\displaystyle a={\sqrt {a_{ht}^{2}+a_{tt}^{2}}}}

## Năng lượng dao động
Nếu bỏ qua ma sát thì con lắc dao động mãi mãi quanh vị trí cân bằng, vì cơ năng được bảo toàn.
- Động năng: {\displaystyle W_{\text{đ}}={\frac {1}{2}}mv^{2}=mg\ell (\cos \alpha -\cos \alpha _{0})}
- Thế năng: {\displaystyle W_{t}=mg\ell (1-\cos \alpha )}
- Cơ năng: {\displaystyle W=W_{\text{đ}}+W_{t}=mg\ell (1-\cos \alpha _{0})=const}

## Các hệ thức liên quan
- Tốc độ cực đại: {\displaystyle v_{max}=\omega S_{0}=\alpha _{0}{\sqrt {g\ell }}}
- Gia tốc cực đại: {\displaystyle a_{max}=\omega ^{2}S_{0}}
- Hệ thức độc lập với thời gian: {\displaystyle S_{0}={\sqrt {S^{2}+{\dfrac {v^{2}}{\omega ^{2}}}}}}

## Sai số của đồng hồ quả lắc
Gọi {\displaystyle T=2\pi {\sqrt {\ell  \over g}}} là chu kỳ chạy đúng của đồng hồ quả lắc.
Gọi {\displaystyle T^{/}} là chu kỳ chạy sai. Nếu {\displaystyle T^{/}>T} thì đồng hồ chạy chậm, {\displaystyle T^{/}<T} thì đồng hồ chạy nhanh.
Thời gian đồng hồ chạy sai trong 1 giây được tính bởi công thức:
{\displaystyle \tau ={{|T^{/}-T|} \over T^{/}}}

### Đồng hồ chạy sai do nhiệt độ thay đổi
Khi thay đổi nhiệt độ, chiều dài của con lắc thay đổi theo biểu thức: {\displaystyle \ell =\ell _{0}(1+\alpha t^{\circ })}
Nếu nhiệt độ tăng, đồng hồ chạy chậm. Nếu nhiệt độ giảm, đồng hồ chạy nhanh lên.
Thời gian đồng hồ chạy sai trong 1 s do nhiệt độ được tính bởi công thức:
{\displaystyle \tau ={\dfrac {1}{2}}\alpha \Delta t^{\circ }\qquad \qquad \qquad {\text{với }}\Delta t^{\circ }=t_{2}^{\circ }-t_{1}^{\circ }}

### Đồng hồ chạy sai do thay đổi độ cao (độ sâu) so với mực nước biển
Coi đồng hồ chạy đúng, khi đặt nó ở mực nước biển
Đưa đồng hồ lên độ cao {\displaystyle h} hay đưa xuống độ sâu {\displaystyle d} so với mực nước biển thì đồng hồ đều chạy chậm.
Thời gian đồng hồ chạy sai trong 1 s do thay đổi độ cao (độ sâu) được tính bởi công thức:
- Đưa đồng hồ lên cao: {\displaystyle \tau ={h \over R}}
- Đưa đồng hồ xuống sâu: {\displaystyle \tau ={d \over {2R}}}

Với {\displaystyle R} là bán kính Trái Đất, {\displaystyle R\approx 6371\ km}.

### Đồng hồ chạy sai do thay đổi vị trí của nó trên Trái Đất
Coi đồng hồ chạy đúng, khi đặt nó ở đường xích đạo.
Giả sử nhiệt độ không đổi, nếu đưa đồng hồ ra một vị trí khác xích đạo thì đồng hồ chạy nhanh.
Thời gian đồng hồ chạy sai trong 1 s do thay đổi vị trí của nó trên Trái Đất được tính bởi công thức:
{\displaystyle \tau ={{g-g^{/}} \over {2g}}}
Với {\displaystyle g} là gia tốc trọng trường tại đường xích đạo, {\displaystyle g^{/}} là gia tốc trọng trường ở một nơi nào đó trên Trái Đất.